# Canton de Toulouse-8
Le canton de Toulouse-8 est une circonscription électorale française de l'arrondissement de Toulouse, situé dans le département de la Haute-Garonne et la région Occitanie.

## Histoire
Le canton de Toulouse-8 a été créé par décret du 16 août 1973 lors du remplacement des cantons de Toulouse-Centre, Toulouse-Nord, Toulouse-Ouest et Toulouse-Sud.
À la suite du redécoupage cantonal de 2014 de la Haute-Garonne, défini par le décret du 13 février 2014, le canton est remanié.

## Représentation

### Représentation de 1973 à 2015
| Période | Période | Identité        | Étiquette       | Qualité                                                                          |
| ------- | ------- | --------------- | --------------- | -------------------------------------------------------------------------------- |
| 1973    | 1976    | Georges Delpech | PS              | Député (1967-1968) Adjoint au maire de Toulouse                                  |
| 1976    | 1982    | Maurice Andrieu | PS              | Journaliste Député (1973-1981)                                                   |
| 1982    | 2001    | Eugène Bonnet   | UDF-PR puis UMP | Retraité de la Fonction publique Sénateur (1974-1980) Maire de Balma (1971-1995) |
| 2001    | 2015    | Alain Fillola   | PS              | Chef d'entreprise Maire de Balma (1995-2014)                                     |

Canton faisant partie de la deuxième circonscription de la Haute-Garonne

### Représentation après 2015
| Période élective | Période élective | Mandat | Mandat   | Identité           | Nuance | Nuance | Qualité |
| ---------------- | ---------------- | ------ | -------- | ------------------ | ------ | ------ | --- |
| 2015             | 2021             | 2015   | 2021     | Marie-Claude Farcy |        | PS     | Chargée des relations publiques à l'université Jean-Jaurès de Toulouse Adjointe au maire de Launaguet                               |
| 2015             | 2021             | 2015   | 2021     | Vincent Gibert     |        | PS     | Président de la commission Éducation, Culture, Sport, Éducation Populaire Conseiller municipal (opposition) de Toulouse depuis 2020 |
| 2021             | 2028             | 2021   | en cours | Marie-Claude Farcy |        | PS     | Adjointe au maire de Launaguet |
| 2021             | 2028             | 2021   | en cours | Vincent Gibert     |        | PS     | Conseiller municipal (opposition) de Toulouse 3e Vice-président Éducation - Vie associative - Valeurs de la République              |

### Résultats détaillés

#### Élections de mars 2015
À l'issue du 1er tour des élections départementales de 2015, deux binômes sont en ballottage : Marie-Claude Farcy et Vincent Gibert (PS, 30,1 %) et Maxime Boyer et Françoise Roncato (Union de la Droite, 29,06 %). Le taux de participation est de 44,41 % (14 009 votants sur 31 548 inscrits) contre 52,11 % au niveau départemental et 50,17 % au niveau national.
Au second tour, Marie-Claude Farcy et Vincent Gibert (PS) sont élus avec 51,47 % des suffrages exprimés et un taux de participation de 43,4 % (6 446 voix pour 13 691 votants et 31 548 inscrits).

#### Élections de juin 2021
Le premier tour des élections départementales de 2021 est marqué par un très faible taux de participation (33,26 % au niveau national). Dans le canton de Toulouse-8, ce taux de participation est de 27,63 % (9 380 votants sur 33 943 inscrits) contre 36,67 % au niveau départemental. À l'issue de ce premier tour, deux binômes sont en ballottage : Marie-Claude Farcy et Vincent Gibert (Union à gauche, 33,45 %) et Maxime Camille Pierre Boyer et Laurence Helene Lucienne Guenin Épouse Leroy (Union au centre et à droite, 22,49 %).
Le second tour des élections est marqué une nouvelle fois par une abstention massive équivalente au premier tour. Les taux de participation sont de 34,36 % au niveau national, 36,26 % dans le département et 28,02 % dans le canton de Toulouse-8. Marie-Claude Farcy et Vincent Gibert (Union à gauche) sont élus avec 60,5 % des suffrages exprimés (5 368 voix pour 9 515 votants et 33 953 inscrits),,. 

## Composition

### Composition de 1973 à 2015
Lors de sa création en 1973, le canton de Toulouse-VIII se composait :
- des communes de Balma, Beaupuy, Drémil-Lafage, Flourens, Mondouzil, Mons, Montrabé, Pin-Balma, Quint ;
- de la portion de territoire de la ville de Toulouse déterminée par l'axe des voies ci-après : rue Bernard-Mulé, avenue Jean-Rieux, rue Lucien-Cassagne, avenue Camille-Pujol, avenue Jean-Chaubet, la limite de la commune de Balma, le chemin de Firmis (non compris), avenue des Charmettes (incluse), rue du Perthus (incluse), rue Mireille (incluse), avenue Jean-Rieux, rue Noulet (non comprise), rue Pierre-Brossolette (incluse) et boulevard Griffoul-Dorval (inclus).

Quartiers de Toulouse inclus dans le canton :
- Bonhoure
- Cité de l'Hers
- Côte Pavée
- Guilhemery
- Montplaisir
- Moscou.

### Composition à partir de 2015
| Nom                              | Code Insee | Intercommunalité   | Superficie (km2) | Population (dernière pop. légale)                 | Densité (hab./km2) | Modifier                                    |
| -------------------------------- | ---------- | ------------------ | ---------------- | ------------------------------------------------- | ------------------ | ------------------------------------------- |
| Toulouse (bureau centralisateur) | 31555      | Toulouse Métropole | 118,30           | Fraction : 70 905 (2022) Commune : 511 684 (2022) | 4 325              | modifier les données · modifier les données |
| Launaguet                        | 31282      | Toulouse Métropole | 7,02             | 9 216 (2022)                                      | 1 313              | modifier les données · modifier les données |
| Canton de Toulouse-8             | 3122       |                    |                  | 80 121 (2022)                                     |                    | modifier les données                        |

Le nouveau canton de Toulouse-8 comprend :
1. la commune de Launaguet,
2. la partie de la commune de Toulouse située au nord d'une ligne définie par l'axe des voies et limites suivantes : depuis la limite territoriale de la commune de Blagnac, pont de Blagnac, route de Blagnac, avenue Salvador-Dali, autoroute A621, avenue d'Elche, boulevard de Suisse, boulevard Silvio-Trentin, boulevard Pierre-et-Marie-Curie, rue Pierre-Cazeneuve, rue Marie-Claire-de-Catellan, ligne de chemin de fer de Brive à Toulouse via Capdenac, avenue d'Atlanta, route d'Albi, jusqu'à la limite territoriale de la commune de L'Union.

## Démographie

### Démographie avant 2015
| 1975 | 1982 | 1990   | 1999   | 2006   | 2011   | 2012   |
| ---- | ---- | ------ | ------ | ------ | ------ | ------ |
| -    | -    | 38 760 | 46 383 | 51 452 | 52 314 | 52 439 |

| 1968  | 1975   | 1982   | 1990   | 1999   | 2009   |
| ----- | ------ | ------ | ------ | ------ | ------ |
| 7 082 | 12 504 | 16 560 | 21 231 | 27 031 | 29 636 |

### Démographie depuis 2015
En 2022, le canton comptait 80 121 habitants, en évolution de +20,2 % par rapport à 2016 (Haute-Garonne : +8,02 %, France hors Mayotte : +2,11 %).
| 2013   | 2018   | 2022   |
| ------ | ------ | ------ |
| 57 859 | 72 462 | 80 121 |